# Hugh Chapman
Le révérend Hugh Boswell Chapman (5 novembre 1853 - 1er avril 1933) est un homme politique libéral au Royaume-Uni, qui est également un prêtre anglican notable. Il est membre progressiste du London County Council de 1889 à 1892.

## Jeunesse
Chapman est né à Londres en 1853 , le fils de Henry Chapman et de sa femme Priscilla (née Wakefield). Il est le frère de Sir Edward Francis Chapman (1840-1926) et Sir Arthur Wakefield Chapman (1849-1926) et le petit-fils du philanthrope et statisticien Edward Wakefield et l'arrière-petit-fils de la philanthrope quaker Priscilla Wakefield.
Il fait ses études à la Tonbridge School  et au Keble College d'Oxford (BA, 1875).

## Carrière ecclésiastique
Il est ordonné diacre en 1878 et prêtre en 1881 . Il travaille avec le révérend l'honorable Adelbert Anson (par la suite évêque au Canada) à St Mary Magdalene, Woolwich (1878-1880) puis à St Paul's, Newington (également connu sous le nom de St Paul's, Lorrimore Square) (1881-1885)  arrivant à ce dernier poste peu de temps après que l'évêque de Rochester, le Dr Thorold, ait imposé un vicaire évangélique à la paroisse anglo-catholique, provoquant l'exode massif de la congrégation vers la paroisse proche de St Agnes, Kennington Park ,. Pendant son séjour à Lorrimore Square, il est aumônier des forces en Égypte pendant la guerre anglo-égyptienne de 1882 . Il est vicaire de St Luke's, Camberwell (1885-1909) puis aumônier de la chapelle Savoy (1909-1933) .
Chapman est un soutien actif de la léproserie du Père Damien à Hawaï . Il établit une loge "Hugh Boswell" de l'Ordre indépendant des Odd Fellows à St Luke's; l'évêque de Rochester, le Rt Rev Edward Talbot est initié en tant que membre en 1901 . St Luke a une réputation notable sous Chapman : la princesse Mary, la duchesse de Teck (la mère de la reine Mary) y vient régulièrement, et il est responsable des décorations installées par la Century Guild of Artists de John Ruskin, Herbert Horne, Frederic Shields (en), Selwyn Image et Edward Burne-Jones . (L'église est bombardée en 1941 et reconstruite) .
La chapelle Savoy est largement connue pendant le mandat de Chapman comme un lieu où les personnes divorcées sont autorisées à se marier ou à faire bénir leurs mariages civils . Il y célèbre le mariage de Consuelo, duchesse de Marlborough et du lieutenant-colonel Jacques Balsan en 1921  et d'Edith Stuyvesant Vanderbilt et du sénateur Peter Goelet Gerry en 1925 . L'une des conditions de ces services de « bénédictions » est qu'il n'y ait pas de publicité . Néanmoins, en 1926, Chapman refuse de marier Lord Sholto Douglas et Mme Mendelssohn Pickles, au motif qu'ils sont responsables de leurs divorces respectifs . Le successeur de Chapman comme aumônier, le révérend Cyril Cresswell, met immédiatement fin au mariage des personnes divorcées dans la chapelle .

## Conseil du comté de Londres
Chapman est élu au conseil du comté de Londres nouvellement formé pour Camberwell North (dans lequel St Luke's est situé) en 1889 en tant que progressiste . Il ne se représente pas en 1892. Son frère, Cecil Maurice Chapman, est un élu du Parti modéré pour Chelsea de 1895 à 1898 .

## Œuvres
Chapman est l'auteur de plusieurs livres.
- Les sept dernières paroles d'amour (1885 : Griffith Farran & Co)
- Sermons en symboles (1888: Swan Sonnenschein, Lowrey & Co)
- Où est le Christ ? (1890 : Swan Sonnenschein & Co)
- Étapes vers la vie supérieure (1897: Swan Sonnenschein & Co)
- Proverbes en pratique (1909: FH Morland)
- À l'arrière des choses (1911: Duckworth & Co)
- L'âme du droit de vote des femmes (1912 : Corrigan & Wilson)
- Home Truths about the War (1917: G. Allen & Unwin)

## Vie privée
Chapman est célibataire . Pendant son mandat à la Chapelle du Savoy, il vit au National Club, au 12 Queen Anne's Gate ,. Il est décédé dans une maison de retraite en 1933, à l'âge de 79 ans .